# Christisonia rodgeri
Christisonia rodgeri är en snyltrotsväxtart som beskrevs av W. W. Smith och Banerji. Christisonia rodgeri ingår i släktet Christisonia och familjen snyltrotsväxter. Inga underarter finns listade i Catalogue of Life.